# Unió Esportiva Santa Coloma
El Unió Esportiva Santa Coloma es un club de fútbol con sede en Santa Coloma, Andorra. Juega en la Primera División andorrana, máxima categoría nacional.

## Historia
La Unió Esportiva Santa Coloma fue fundada en 1986 y, según la historia oficial del club, compitió en una especie de «liga nacional» y conquistó «varios títulos». En ese tiempo, el club fundó la sección de fútbol sala, que jugó en la Liga Nacional de Fútbol Sala hasta 2012. El equipo de fútbol, sin embargo, desapareció desde el año 2000 hasta el año 2006 y no se inscribió oficialmente en el sistema de ligas andorranas hasta 2007. En la temporada 2007/08, consiguió ascender a Primera División sin perder un solo partido.
En la temporada 2010/11 debutó en la Liga Europea de la UEFA contra el F. K. Mogren de Montenegro. Desde entonces, nunca ha superado la primera ronda de esta competición, aunque sí se ha clasificado varios años consecutivos hasta 2017/18.
Su primer título fue la Copa Constitució 2013, tras derrotar en la final al Unió Esportiva Sant Julià por 3-2.
El 13 de mayo de 2024 conquistó su primer título de liga tras empatar a uno contra el Inter Club d'Escaldes en la penúltima jornada de la Primera División de 2023/24. Trece días después, conquistó el doblete con el título de la Copa Constitució 2024.

## Palmarés
- Primera División de Andorra (1): 2023-24
- Copa Constitució (3): 2013, 2016, 2017
- Supercopa Andorrana (1): 2016
- Segona Divisió (1): 2007-08

## Temporadas
| Temporada |                 | Pos. | PJ | PG | PE | PP | GF | GC | Pts. |
| --------- | --------------- | ---- | -- | -- | -- | -- | -- | -- | ---- |
| 2007–08   | Segona Divisió  | 1    | 16 | 14 | 2  | 0  | 66 | 11 | 44   |
| 2008–09   | Primera Divisió | 5    | 20 | 12 | 3  | 5  | 65 | 31 | 39   |
| 2009–10   | Primera Divisió | 2    | 20 | 13 | 4  | 3  | 50 | 26 | 43   |
| 2010–11   | Primera Divisió | 4    | 20 | 10 | 0  | 10 | 54 | 27 | 30   |
| 2011–12   | Primera Divisió | 3    | 20 | 10 | 7  | 3  | 61 | 20 | 37   |
| 2012–13   | Primera Divisió | 3    | 20 | 11 | 4  | 5  | 47 | 25 | 37   |
| 2013–14   | Primera Divisió | 2    | 20 | 12 | 3  | 5  | 40 | 24 | 39   |
| 2014–15   | Primera Divisió | 3    | 20 | 12 | 2  | 6  | 33 | 17 | 38   |
| 2015–16   | Primera Divisió | 4    | 20 | 8  | 6  | 6  | 34 | 20 | 30   |
| 2016–17   | Primera Divisió | 3    | 27 | 14 | 6  | 7  | 62 | 34 | 48   |
| 2017–18   | Primera Divisió | 5    | 27 | 12 | 5  | 10 | 53 | 29 | 41   |
| 2018–19   | Primera Divisió | 6    | 27 | 8  | 8  | 11 | 33 | 32 | 32   |
| 2019–20   | Primera Divisió | 5    | 24 | 11 | 6  | 7  | 34 | 26 | 39   |
| 2020–21   | Primera Divisió | 6    | 20 | 9  | 3  | 8  | 44 | 27 | 30   |
| 2021–22   | Primera Divisió | 2    | 27 | 13 | 8  | 6  | 37 | 26 | 47   |
| 2022–23   | Primera Divisió | 4    | 28 | 10 | 12 | 6  | 40 | 29 | 42   |
| 2023–24   | Primera Divisió | 1    | 27 | 20 | 6  | 1  | 57 | 12 | 66   |
| 2024–25   | Primera Divisió | 4    | 27 | 14 | 7  | 6  | 56 | 24 | 49   |

## Participación en competiciones europeas
| Competicion UEFA | Competicion UEFA                   | Competicion UEFA | Competicion UEFA   | Competicion UEFA | Competicion UEFA | Competicion UEFA |
| Temporada        | Torneo                             | Ronda            | Club               | Casa             | Fuera            | Global           |
| ---------------- | ---------------------------------- | ---------------- | ------------------ | ---------------- | ---------------- | ---------------- |
| 2010-11          | Liga Europea de la UEFA            | 1ª               | F.K. Mogren        | 0-3              | 0-2              | 0-5              |
| 2011-12          | Liga Europea de la UEFA            | 1ª               | Paksi S.E.         | 0-1              | 0-4              | 0-5              |
| 2012-13          | Liga Europea de la UEFA            | 1ª               | F.C. Twente        | 0-3              | 0-6              | 0-9              |
| 2013-14          | Liga Europea de la UEFA            | 1ª               | Zrinjski Mostar    | 1-3              | 0-1              | 1-4              |
| 2014-15          | Liga Europea de la UEFA            | 1ª               | Metalurg Skopje    | 0-2              | 0-3              | 0-5              |
| 2016-17          | Liga Europea de la UEFA            | 1ª               | Lokomotiva Zagreb  | 1-3              | 1-4              | 2-7              |
| 2017-18          | Liga Europea de la UEFA            | 1ª               | Osijek             | 0-2              | 0-4              | 0-6              |
| 2022-23          | Liga Europa Conferencia de la UEFA | 1ª               | Breiðablik         | 0-1              | 1-5              | 1-6              |
| 2024–25          | UEFA Champions League              | 1ª               | Ballkani           | 1–2              | 2–1 (aet)        | 3−3 (6–5 p)      |
| 2024–25          | UEFA Champions League              | 2ª               | Midtjylland        | 0–3              | 0–1              | 0–4              |
| 2024–25          | UEFA Europa League                 | 3ª               | RFS                | 0–2              | 0–7              | 0–9              |
| 2024–25          | UEFA Conference League             | Playoff          | Víkingur Reykjavík | 0–0              | 0–5              | 0–5              |

## UE Santa Coloma B
La UE Santa Coloma B es el filial de la UE Santa Coloma, compite de forma ininterrumpida en la segunda división andorrana desde la temporada 2011-12
| temporada | liga             | Pos. | PJ | PG | PE | PP | GF | GC | Pts. |
| --------- | ---------------- | ---- | -- | -- | -- | -- | -- | -- | ---- |
| 2011-12   | Segunda División | 4    | 14 | 8  | 2  | 4  | 40 | 24 | 26   |
| 2012-13   | 7                | 22   | 10 | 1  | 11 | 41 | 48 | 31 |      |
| 2013-14   | 3                | 13   | 9  | 0  | 4  | 50 | 18 | 27 |      |
| 2014-15   | 4                | 10   | 5  | 2  | 3  | 42 | 24 | 17 |      |
| 2015-16   | 10               | 22   | 5  | 4  | 13 | 35 | 73 | 19 |      |
| 2016-17   | 8                | 18   | 6  | 1  | 11 | 28 | 47 | 19 |      |
| 2017-18   | 5                | 18   | 6  | 3  | 9  | 28 | 34 | 21 |      |
| 2018-19   | 6                | 18   | 7  | 1  | 10 | 31 | 45 | 22 |      |
| 2019-20   | 5                | 15   | 6  | 1  | 8  | 39 | 49 | 19 |      |
| 2020-21   | 6                | 14   | 4  | 2  | 8  | 18 | 35 | 14 |      |
| 2021-22   | 5                | 20   | 12 | 2  | 6  | 58 | 25 | 38 |      |
| 2022-23   | 10               | 18   | 2  | 0  | 16 | 18 | 72 | 6  |      |
| 2023-24   | 3                | 16   | 6  | 3  | 7  | 25 | 35 | 21 |      |
| 2024-25   | 4                | 16   | 4  | 4  | 8  | 21 | 29 | 16 |      |

## Entrenadores
- Lluís Miquel Aloy (2009–mayo de 2013)[6][3]
- Emiliano González (mayo de 2013–mayo de 2017)[3][7]
- Roger Culleré (junio de 2017)[8]
- Juan Márquez (septiembre de 2017–diciembre de 2017)[9][10]
- Roger Culleré (interino- diciembre de 2017)[10][11]
- Vicenç Marqués (diciembre de 2017–febrero de 2018)[11][12]
- Roger Culleré (febrero de 2018)[12]
- Roger Culleré (?–agosto de 2019)[13]
- Àlex Rodríguez (agosto de 2019–2020)[13][14]
- Vicente Muñoz (?–marzo de 2021)[15]
- Juan Velasco (agosto de 2021–agosto de 2022)[16][17]
- Ramón Calderé (junio de 2023–junio de 2024)[18][19]
- Boris Antón (junio de 2024–presente)[20]